# Brokig strömvapenfluga
Brokig strömvapenfluga (Oxycera trilineata) är en tvåvingeart som först beskrevs av Carl von Linné 1767.  Brokig strömvapenfluga ingår i släktet Oxycera och familjen vapenflugor. Enligt den finländska rödlistan är arten nationellt utdöd i Finland. Enligt den svenska rödlistan är arten sårbar i Sverige. Arten förekommer i Götaland, Gotland och Öland. Arten har tidigare förekommit i Svealand men är numera lokalt utdöd. Artens livsmiljö är strandängar vid sötvatten. Inga underarter finns listade i Catalogue of Life.

## Bildgalleri

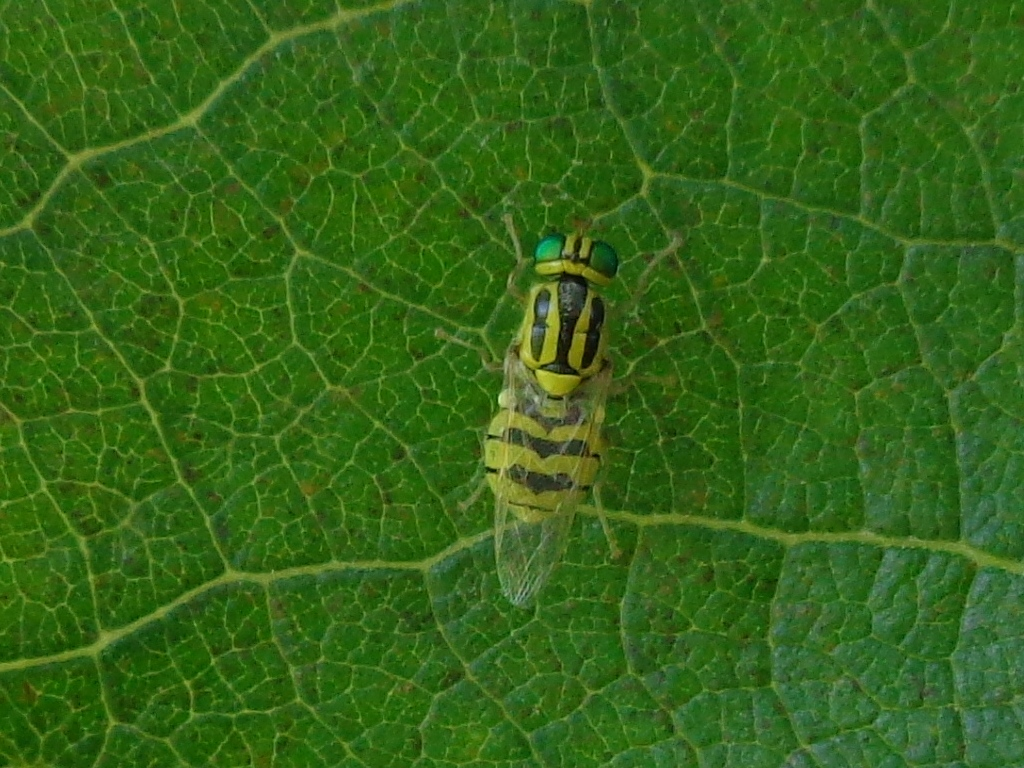